# H. H. Asquith
Herbert Henry Asquith (n. 12 septembrie 1852, Leeds – d. 15 februarie 1928, Oxfordshire) a fost un politician britanic, prim ministru al Marii Britanii în perioada 1908-1916.
Una din fiicele sale, Elizabeth, a fost căsătorită cu diplomatul Antoine Bibesco, fost ambasador al României în SUA.